# Église Saint-Jean-Marie-Vianney de Rueil-Malmaison
L’église Saint-Jean-Marie-Vianney est une église catholique de style moderne située boulevard National à Rueil-Malmaison (Hauts-de-Seine), construite en 1960-1961 par les architectes Sonrel et Duthilleul. Elle est dédiée au saint curé d'Ars.

## Description
C'est un bâtiment quadrangulaire, orienté au nord-ouest, construit en même temps que le grand ensemble attenant. Les architectes utilisent d'ailleurs un système constructif identique aux immeubles de logement voisins : douze poteaux d'acier soutiennent une dalle de béton en couverture. Des parois opaques de pierre claire ferment l'espace, éclairé par un bandeau continu entre murs et toiture. Cette architecture fonctionnaliste évoque ainsi le dais protégeant le Saint-Sacrement. Le plafond, œuvre d'André Beaudin figure une évocation abstraite de l'Apocalypse. Derrière l'autel, un retable en cuivre repoussé de Louis Chavignier figure le Christ parmi les apôtres. Devant l'église enfin, le clocher se détache, entièrement couvert de cuivre.

## Historique
Cette église a été  construite dans le cadre de l'Œuvre des Chantiers du Cardinal.
En 2011, l'église est labellisée « Patrimoine du XXe siècle ».

## Pour approfondir